# رولو (نبراسکا)
رولو(به انگلیسی: Rulo) شهری در ایالت نبراسکا کشور ایالات متحده آمریکا است که جمعیت آن در سرشماری سال ۲۰۱۰ میلادی، ۱۷۲ نفر بوده‌است.